# Cuno Hoffmeister
Cuno Hoffmeister född 2 februari 1892 i Sonneberg, Thüringen, död där 2 januari 1968, var en tysk astronom.
Han grundade Sonneberg-observatoriet. 
Minor Planet Center listar honom som upptäckare av 5 asteroider.
1957 upptäckte han tillsammans med M.J. Bester, den icke-periodiska kometen C/1959 O1.
Månkratern Hoffmeister och de båda asteroiderna 1726 Hoffmeister och 4183 Cuno är uppkallade efter honom.

## Asteroider upptäckta av Cuno Hoffmeister
| 2183 Neufang                            | 26 juli 1959      |
| 3203 Huth                               | 18 september 1938 |
| 3674 Erbisbühl                          | 13 september 1963 |
| 4183 Cuno                               | 5 juni 1959       |
| 4724 Brocken [A]                        | 18 januari 1961   |
| Upptäckt tillsammans med: A J. Schubart |                   |